# Β-amilasi
La β-amilasi  è un enzima appartenente alla classe idrolasi, che catalizza la digestione dell'amido, ossia l'idrolisi dei legami (1→4)-α-D-glucosidici nei polisaccaridi, rimuovendo di fatto le unità di maltosio dalle estremità non riducenti delle catene.
L'enzima agisce sull'amido, sul glicogeno e sui poli- ed oligosaccaridi correlati, producendo β-maltosio attraverso una inversione. La lettera β si riferisce all'iniziale configurazione anomerica dello zucchero libero rilasciato, e non alla configurazione del legame idrolizzato.

## Classificazione
Fanno parte del gruppo delle esoamilasi, a cui appartengono anche le glucoamilasi (o gamma-amilasi o amiloglucosidasi). Le alfa-amilasi sono invece dette endoamilasi.
Le beta-amilasi sono più selettive rispetto alle alfa-amilasi, le quali "tagliano" a caso la molecola.
Le alfa-amilasi, sono di origine sia vegetale sia animale; le prime si trovano soprattutto nei semi, le seconde nella saliva e nel succo pancreatico dei mammiferi, nell'intestino dei pesci ecc.; ne sono note molte di origine batterica e fungina. Agiscono in qualsiasi punto della molecola, producendo oligosaccaridi a basso peso molecolare che possono, a loro volta, fungere da substrato. Le β-amilasi, tipiche del mondo vegetale, idrolizzano le catene d'amido a maltosio a partire dall'estremità non riducente della molecola producendo sostanze a medio peso molecolare, dette destrine limite che sono presenti nei vegetali e in gran parte degli animali, le beta-amilasi sono presenti solo nei vegetali.

## Applicazioni

### Produzione del maltosio
Le beta amilasi vengono utilizzate per produrre maltosio durante il processo di mashing cioè l'ammostamento nella produzione brassicola. Le alfa-amilasi invece producono prevalentemente destrine.
Le condizioni operative per la produzione del maltosio da beta-amilasi sono:
- pH compreso tra 5,0 e 5,5
- temperatura compresa tra 55-65 °C